# کلرک (دهانه)
کلرک یک دهانه برخوردی در ماه‌ است.